# Hari Mata Hari
Hari Mata Hari – jugosłowiański i bośniacki zespół muzyczny, założony w 1985 roku w Sarajewie przez Hajrudina „Hari” Varešanovicia, reprezentant Bośni i Hercegowiny podczas 51. Konkursu Piosenki Eurowizji w 2006 roku.

## Historia

### Początki
Zespół Hari Mata Hari został stworzony w 1985 roku przez Hajrudina „Hari” Varešanovića, który zaprosił do współpracy członków zespołu Baobab: Izudina „Izo” Kolečića, Edo Mulahalilovića, Pjera Žalicę i Zorana Kesića. Muzycy zdecydowali się stworzyć wspólny projekt muzyczny po wygraniu festiwalu Nove nade, nove snage we wrześniu tego samego roku.

### 1986-1991: Jugowizja,Ne bi te odbranila ni cijela Jugoslavija,Ja te volim najviše na svijetu,Volio bi` da te ne volim,Strah me da te volim
W 1986 roku muzycy zapowiedzieli wydanie swojego debiutanckiego albumu zatytułowanego U tvojoj kosi. Płytę promował tytułowy singiel, który został zakwalifikowany do stawki finałowej festiwalu Jugowizja będącego krajowymi selekcjami do 31. Konkursu Piosenki Eurowizji. Utwór zajął ostatecznie piąte miejsce w końcowej klasyfikacji. W 1986 roku premierę miał drugi album studyjny zespołu pt. Ne bi te odbranila ni cijela Jugoslavija, który otrzymał tytuł Albumu Roku. W tym samym roku ze składu zespołu odeszli Žalica i Kesić, których zastąpili pianista Adi Mulahalilović i basista Neno Jeleč. Na przełomie października i listopada zespół w nowej konfiguracji zaczął nagrywać materiał na swoją kolejną płytę zatytułowaną Ne bi te odbranila ni cijela Jugoslavija. Wydany jeszcze w 1986 roku krążek otrzymał tytuł Albumu Roku.
W 1987 roku zespół ponownie wziął udział w jugosłowiańskich eliminacjach do 32. Konkursu Piosenki Eurowizji, tym razem zgłaszając się do selekcji z kompozycją „Nebeska kraljica”, zajmując ostatecznie czternaste miejsce w stawce finałowej. W kolejnym roku formacja zaczęła nagrywać płyty pod szyldem wytwórni muzycznej Jugoton z Zagrzebia, a pierwszym krążkiem wydanym pod tym szyldem była płyta zatytułowana Ja te volim najviše na svijetu, która osiągnęła wynik ponad 300 tys. sprzedanych egzemplarzy. Rok później na rynku ukazał się krążek Volio bi' da te ne volim, który sprzedano w ponad 500 tysiącach egzemplarzy, a w 1990 roku – płyta zatytułowana Strah me da te volim.

### 1992-2002:Rođena si samo za mene,Ja nemam snage da te ne volim,Baš ti lijepo stoje suze
W 1991 roku muzycy podpisali kontrakt płytowy z wytwórnią Diskoton, która wydała ich kolejny album zatytułowany Rođena si samo za mene. Podczas pobytu w Niemczech w 1994 roku wydali płytę pt. Ostaj mi zbogom ljubavi, a po jej premierze nawiązali współpracę z nowymi muzykami: Karlo Martinovićem, Miki Bodlovićem, Adi Mulahalilovićem i Emirem Mehićem. Pierwszym krążkiem wydanym w nowym składzie został album Ja nemam snage da te ne volim z 1998 roku. W 1999 roku zespół wygrał krajowe eliminacje do 44. Konkursu Piosenki Eurowizji z utworem „Starac i more”, jednak został zdyskwalifikowany z udziału w imprezie z powodu przedterminowej prezentacji propozycji. Swoją wersję singla nagrał bowiem fiński muzyk Janne Hurme po tym, jak Varešanović sprzedał prawa do kompozycji wytwórni muzycznej Unirecords.
W 2001 roku ukazała się kolejna płyta zespołu zatytułowana Baš ti lijepo stoje suze, która była promowana przez singiel „Kao Domine”. Singiel został wybrany Piosenką roku podczas konkursu Davorin.

### 2003-2006:Zakon jačega, Konkurs Piosenki Eurowizji
W 2003 roku grupa wystąpiła w siódmej edycji Chorwackiego Radiowego Festiwalu, podczas którego wykonała utwór „Navodno” w duecie z Ivaną Banfić. Niedługo potem, do składu zespołu dołączył wieloletni przyjaciel Hari'ego, Franjo Valentić, natomiast współpracę z wokalistą zakończył Bodlović. Na jego miejsce zatrudniony został Nihat Voloder. Zespół wystąpił w nowym składzie podczas ósmego Chorwackiego Radiowego Festiwalu, na którym zagrał utwór „Nema čega nema”. W tym samym roku wystąpili na festiwalu w Splicie, na który zgłosili się z piosenką „Zakon jačega” nagraną we współpracy z bośniackim wokalistą Kemalem Montenem. Kilka tygodni później zespół wydał album pod tym samym tytułem.
W 2006 roku Hari Mata Hari został wybrany wewnętrznie przez telewizję Bosanskohercegovačka radiotelevizija (PBSBiH), na reprezentanta Bośni i Hercegowiny podczas 51. Konkursu Piosenki Eurowizji. Podczas specjalnego konkursu Vrijeme je za Bosnu i Hercegovinu, internauci oraz telewidzowie wybrali konkursowy utwór dla grupy, którym został singiel „Lejla”, na który przyznano 3 501 głosów. Zwycięską piosenkę napisali Željko Joksimović, Pecikoza i Ivanović, a teledysk do niej wyreżyserował Pjer Žalica. Zespół wystartował w półfinale konkursu, który odbył się 18 maja w Atenach, i awansował do rundy finałowej z drugiego miejsca. W finale piosenka zajęła ostatecznie trzecie miejsce, zdobywając łącznie 229 punktów, w tym maksymalną notę dwunastu punktów od Szwajcarii, Macedonii, Chorwacji, Turcji, Słowenii, Serbii i Czarnogóry, Monako i Albanii.

### Od 2007:Sreća
Po udziale w konkursie zespół wydał swój kolejny singiel „Zar je to još od nas ostalo”, który zaprezentował podczas 11. Chorwackiego Radiowego Festiwalu. Dwa lata później formacja zajęła pierwsze miejsce podczas Chorwackiego Radiowego Festiwalu z piosenką „Ne mogu ti reći šta je tuga” nagraną w duecie z Niną Badrić, a także wydała swój kolejny album zatytułowany Sreća. Niedługo potem Nihat Voloder został zastąpiony przez Željko Zubera.

## Dyskografia
| - 1985: U tvojoj kosi - 1986: Ne bi te odbranila ni cijela Jugoslavija - 1988: Ja te volim najviše na svijetu - 1989: Volio bi' da te ne volim - 1990: Strah me da te volim - 1992: Rođena si samo za mene - 1994: Ostaj mi zbogom ljubavi - 1998: Ja nemam snage da te ne volim - 2001: Baš ti lijepo stoje suze - 2004: Zakon jačega - 2009: Sreća - 1999: U živo 1 i 2 - 2002: Live - 2006: Uživo u Zetri, DVD-V | - 1997: Balade - 1999: 15 hitova - 1999: Hitovi 1 - 2000: Hitovi 2 - 2001: Sve najljepše od Hari Mata Hari - 2002: Ružmarin i najljepše neobjavljene pjesme - 2003: Balade 1992–2002 - 2006: Najljepše od Hari Mata Hari - 2006: Zlatna kolekcija - 2006: Dueti 1988-2005 - 2008: Nikad bolje |